# Pupuia Island
Pupuia Island ist eine kleine Insel in der Region Northland im Norden der Nordinsel von Neuseeland.

## Geographie
Pupuia Island befindet sich im nördlichen Teil des Kaipara Harbour. Die rund 1,2 Hektar große Insel liegt rund 80 m vom Nordostufer des Naturhafens entfernt. Mit einer Höhe von etwas über 20 m erstreckt sie sich über eine Länge von rund 205 m in Südwest-Nordost-Richtung und misst an der breitesten Stelle rund 75 m in Südost-Nordwest-Richtung. Rund 135 m in südwestlicher Richtung liegt die Nachbarinsel Titipu Island.